# Noron-la-Poterie
Noron-la-Poterie település Franciaországban, Calvados megyében. Lakosainak száma 335 fő (2022. január 1.). Noron-la-Poterie Agy, Castillon, Saint-Paul-du-Vernay, Subles és Le Tronquay községekkel határos.

## Népesség
A település népességének változása:
| Lakosok száma | 201  | 266  | 248  | 292  | 374  | 395  | 397  | 363  | 346  | 335  |
|               | 1968 | 1982 | 1990 | 2006 | 2013 | 2015 | 2017 | 2019 | 2020 | 2022 |